# Aspidolopha
Aspidolopha là một chi bọ cánh cứng trong họ Chrysomelidae.
Chi này được Lacordaire miêu tả khoa học năm 1848.

## Các loài
Các loài trong chi này gồm:
- Aspidolopha bacoboensis Medvedev, 1988
- Aspidolopha centromaculata Medvedev, 1988
- Aspidolopha dembickyi Medvedev, 2003
- Aspidolopha erberi Medvedev, 2005
- Aspidolopha himalayensis Medvedev, 1988
- Aspidolopha lesagei Takizawa, 1987
- Aspidolopha medogensis Tan, 1988
- Aspidolopha nobilis Medvedev, 1988
- Aspidolopha pseudospilota Medvedev, 1988
- Aspidolopha pseudothoracica Medvedev, 1992